# Нощ без теб
„Нощ без теб“ е български телевизионен игрален филм (драма) от 1990 година на режисьора Любен Морчев по сценарий на Димитър Начев. Оператор е Димитър Николов. Художник е Богоя Сапунджиев. Музиката във филма е композирана от Виктор Чучков.

## Актьорски състав
| Роля                                                                  | Изпълнител       |
| --------------------------------------------------------------------- | ---------------- |
| журналистът Стефан Стефанов                                           | Мирослав Косев   |
| Елена Михайлова, телевизионната водеща                                | Ренета Дралчева  |
| с участието на                                                        |                  |
| Михайлов, вторият главен редактор на вестника и втори съпруг на Елена | Васил Стойчев    |
| главният редактор на вестника                                         | Илия Добрев      |
| бащата на Елена, художник                                             | Досьо Досев      |
| колега на Стефанов, журналист                                         | Пламен Сираков   |
| Сашо, синът на Стефан                                                 | Микаел Дончев    |
| приятелката на Стефан                                                 | Евелина Борисова |
|                                                                       | Иван Андреев     |
|                                                                       | Цветана Лазарова |
|                                                                       | Михаела Стойкова |
| работникът циклещ паркета                                             | Георги Кишкилов  |
| Продан, шофьор на камион                                              | Иван Григоров    |
|                                                                       | Аглая Морчева    |